# Habrocestum papilionaceum
Habrocestum papilionaceum là một loài nhện trong họ Salticidae.
Loài này thuộc chi Habrocestum. Habrocestum papilionaceum được Ludwig Carl Christian Koch miêu tả năm 1867.